# Frank Sinatra Conducts the Music of Alec Wilder
| Recensione | Giudizio |
| ---------- | -------- |
| AllMusic   | [ 1 ]    |

Frank Sinatra Conducts the Music of Alec Wilder è un album discografico (composto da un set di tre 78 giri) di Frank Sinatra, pubblicato dalla casa discografica Columbia Masterworks nel novembre del 1946.
Frank Sinatra in veste di direttore d'orchestra dirige alcune composizioni di Alec Wilder.

## Disco 1
Lato A (XCO 35487)
1. Air for Oboe – 3:35 (Alec Wilder) – Registrato il 5 dicembre 1945 a New York City, New York

Lato B (XCO 35489)
1. Air for Bassoon – 4:34 (Alec Wilder) – Registrato il 5 dicembre 1945 a New York City, New York

## Disco 2
Lato A (XCO 35488)
1. Air for Flute – 4:33 (Alec Wilder) – Registrato il 5 dicembre 1945 a New York City, New York

Lato B (XCO 35504)
1. Air for English Horn – 3:57 (Alec Wilder) – Registrato il 10 dicembre 1945 a New York City, New York

## Disco 3
Lato A (XCO 35502)
1. Slow Dance – 4:06 (Alec Wilder) – Registrato il 10 dicembre 1945 a New York City, New York

Lato B (XCO 35503)
1. Theme and Variations – 4:11 (Alec Wilder) – Registrato il 10 dicembre 1945 a New York City, New York

## Tracce

### LP (Columbia Masterworks Records, ML 4271)
Frank Sinatra Conducts the Music of Alec Wilder
Lato A
1. Air for Oboe – 3:35 (Alec Wilder)
2. Air for Bassoon – 4:34 (Alec Wilder)
3. Air for Flute – 4:33 (Alec Wilder)
4. Air for English Horn – 3:57 (Alec Wilder)
5. Slow Dance – 4:06 (Alec Wilder)
6. Theme and Variations – 4:11 (Alec Wilder)

The Alec Wilder Octet
Lato B
1. Such a Tender Night – 3:05 (Alec Wilder) – Registrato il 31 marzo 1939
2. She'll Be Seven in May – 2:59 (Alec Wilder) – Registrato il 13 giugno 1939
3. It's Silk, Feel It! – 2:31 (Alec Wilder) – Registrato il 13 giugno 1939
4. Seldom the Sun – 3:16 (Alec Wilder) – Registrato il 17 luglio 1940
5. Her Old Man Was Suspicious – 2:24 (Alec Wilder) – Registrato il 17 luglio 1940
6. His First Long Pants – 2:37 (Alec Wilder) – Registrato il 17 luglio 1940
7. Pieces of Eight – 2:26 (Alec Wilder) – Registrato il 7 agosto 1940

## Tracce

### LP (Columbia Records, CL 884)
Lato A
1. Theme and Variations – 4:07
2. Air for Bassoon – 4:33
3. Air for Flute – 4:31
4. Air for English Horn – 3:56
5. Slow Dance – 4:05
6. Air for Oboe – 3:33

Lato B
1. Seldom the Sun – 3:16
2. Her Old Man Was Suspicious – 2:24
3. His First Long Pants – 2:38
4. It's Silk, Feel It! – 2:32
5. Pieces of Eight – 2:26
6. Such a Tender Night – 3:05
7. She'll Be Seven in May – 2:59

## Musicisti
Frank Sinatra conducting The Columbia String Orchestra and Three Woodwinds

Air for Oboe / Air for Bassoon / Air for Flute
- Frank Sinatra - conduttore orchestra
- Mitch Mitchell - oboe (assolo nel brano: Air for Oboe)
- Harold Goltzer - bassoon (assolo nel brano: Air for Bassoon)
- Julius Baker - flauto (assolo nel brano: Air for Flute)
- Harry Zarief - violino
- Alex Cores - violino
- Bernard Kundell - violino
- Fred Buldrini - violino
- Kurt Dieterle - violino
- Zelly Smirnoff - violino
- Felix Orlewitz - violino
- Harold Micklin - violino
- Howard Kay - violino
- Sam Caplan - violino
- Leo Kruczek - violino
- Milton Lomask - violino
- Harold Coletta - viola
- Sidney Brecher - viola
- Isadore Zir - viola
- Maurice Brown - violoncello
- Morris Stonzek - violoncello
- Armand Kaproff - violoncello
- Frank Carroll - contrabbasso
- Mack Shopnick - contrabbasso
- Howard Smith - batteria, percussioni

Frank Sinatra conducting The Columbia String Orchestra and Two Woodwinds

Air for English Horn
- Frank Sinatra - conduttore orchestra
- Mitch Miller - corno inglese (assolo)
- Julius Baker - flauto
- Alex Cores - violino
- William Brailowsky - violino
- William Gale - violino
- Zelly Smirnoff - violino
- Felix Orlewitz - violino
- Sylvan Kirsner - violino
- Milton Lomask - violino
- Howard Kay - violino
- Sam Caplan - violino
- Leo Kruczek - violino
- Fred Buldrini - violino
- Harry Zarief - violino
- Harold Coletta - viola
- Sidney Brecher - viola
- Henry Pakaln - viola
- Maurice Bialkin - violoncello
- Armand Kaproff - violoncello
- Ben Feinbloom - violoncello
- Frank Carroll - contrabbasso
- Ruby Jamatz - contrabbasso
- Dick Ridgely - batteria, percussioni

Frank Sinatra conducting The Columbia String Orchestra, Six Woodwinds and One Harpsichord

Slow Dance / Theme and Variations
- Frank Sinatra - conduttore orchestra
- Paul Ricci - clarinetto
- Bernie Kaufman - clarinetto
- Julius Baker - flauto
- Harold Goltzer - fagotto
- Reggie Merrill - clarinetto basso
- Mitch Miller - oboe, corno inglese
- Alex Cores - violino
- William Brailowsky - violino
- William Gale - violino
- Zelly Smirnoff - violino
- Felix Orlewitz - violino
- Sylvan Kirsner - violino
- Milton Lomask - violino
- Howard Kay - violino
- Sam Caplan - violino
- Leo Kruczek - violino
- Fred Buldrini - violino
- Harry Zarief - violino
- Harold Coletta - viola
- Sidney Brecher - viola
- Henry Pakaln - viola
- Maurice Bialkin - violoncello
- Armand Kaproff - violoncello
- Ben Feinbloom - violoncello
- Howard Smith - harpsichord
- Frank Carroll - contrabbasso
- Ruby Jamatz - contrabbasso
- Dick Ridgely - batteria, percussioni[4]

The Alec Wilder Octet
- Alec Wilder - conduttore musicale, arrangiamenti
- Jimmy Carroll - ruolo non accreditato
- Eddie Powell - ruolo non accreditato
- Mitch Miller - (ospite) oboe, corno inglese
- Harold Goltzer - fagotto
- Reggie Miller - ruolo non accreditato
- Walter Gross - ruolo non accreditato
- Gerry Gillis - ruolo non accreditato
- Frank Carroll - ruolo non accreditato
- Toots Mondello - ruolo non accreditato[5]

Note aggiuntive
- Goddard Lieberson - note retrocopertina album originale[6]